# Ratirahaszja
A Ratirahaszja रतिरहस्य (magyarul a szerelem titkai) c. középkori szexuális kézikönyv a XI - XII. században keletkezett. Írója Kokkoka / Koka Pundi szanszkrit költő, aki a könyvben magáról "sziddha patija pandita"-ként (zseniális ember a tanult emberek között) ír.
A Kámaszútrához hasonló mű, tartalmában mégis ellentétes vele.
Célja, hogy rávilágítson arra, hogy a szexuális aktus során az önzőséggel ellentétben a legfontosabb az odaadás. Ennek következtében le kell küzdeni minden olyan irányultságot, amely az aktus során önmagunkra irányulna. Az a fontos, hogy a partnerünk boldogságát megteremtsük és fenntartsuk. Egyszóval, a legtöbbet kell kihozni a közösülésből, ami csak lehetséges az adott lelkiállapotban.
Azért is jelentős e mű, mert a női szerep dominanciáját hangsúlyozza ki a szex során. A középkorban ugyanis a nők háttérbe szorultak. A gyorsan közkedveltté vált könyv áttörve ezt a hagyományt egy új ideálképet alakított ki, melynek hatásai a mai napig élnek.
Ennek következtében a műben nagy hangsúly kerül az indiai női szépségre, a női erogén zónákra, illetve arra a holdnaptárra, amely azokat a napokat és órákat írja le, amelyekben a nők a legfogékonyabbak a szexre.
Részletesen foglalkozva a női szereppel, Koka a nők négy típusát különíti el. Ezek a pszichofizikai típusok a nőket megjelenésük és fizikai jellemzőik szerint kategorizálja. Így létezik: Padimi (lótusz nő), Csitrini (művészi nő), Sankini (kagyló nő), valamint Hasztini (elefánt nő).
Elmondható, hogy a 18 fejezetből és a kb. 800 versből álló kézikönyv rengeteg az erotikával kapcsolatos témát dolgoz fel. Többek között megjelennek benne az ölelések, a csókok, de ezek mellett helyet kap a férfi meztelenség, a nők bizalmának kialakítása és fenntartása, a házasodó nő, a külföldi nő, a nemi szervek méret szerinti típusai, a különböző korú nők jellemzői, nemi- és szexpozíciók, a furcsa nő, a szeretet fázisai is.
Az érzelmek mindezek során kiemelt helyet kapnak. Ennek kapcsán olvashatunk arról, hogy a szexuális technikák főként a felek (kiváltképpen a nő) hangulatától függnek. Így a fizikai intimitás pozitív vetületet kap, hiszen nem önmagamra, hanem a másikra, az ő örömszerzésére irányít. Mindez az élet természetes részeként jelenik meg.
Íme néhány technika egy női weboldalról, amiket e mű alapján fogalmaztak meg:
A CSÓK ÉRINTÉSE
Takard el a kezeddel párod szemét, szájával vándoroljon fel-alá az arcodon, ajkával szívogassa a tiedet vagy a nyelved. Mágikus élmény...
ODAADÓ
Garantált a forró hangulat, ha betartod Koka mester tanácsait: a nő ne mozgassa a száját a pénisz fölött, hanem fogja vissza magát, míg a férfi aktív. Modern verzió: guggolj le, dőlj háttal a falhoz. Párod támaszkodjon meg a karjával és vesse rá magát ajkadra – ha kicsit túlzásba esne, fogd marokra a péniszét.
SZEX UTÁN, SZEX ELŐTT
Koka szerint a játékos, önfeledt szexhez egyetlen út vezet, a rendszeresség: annál jobb, minél többször vagytok együtt – hetente egy összebújás nem elég! A szerelem nagymestere azt ajánlotta, hogy az utójátékot „rájátszásként” éljétek meg: etessétek egymást nyalánkságokkal, olvassatok fel erotikus történeteket vagy verseket, vegyetek közös fürdőt vagy hosszasan simogassátok egymást. Koka is tudta: amint a férfi tettre kész, jöhet a második menet!